# 137
Вижте пояснителната страница за други значения на 137.
137 (сто тридесет и седма) година по юлианския календар е невисокосна година, започваща в понеделник. Това е 137-а година от новата ера, 137-а година от първото хилядолетие, 37-а година от 2 век, 7-а година от 4-то десетилетие на 2 век, 8-а година от 130-те години. В Рим е наричана Година на консулството на Цезар и Балбин (или по-рядко – 890 Ab urbe condita, „890-а година от основаването на града“).

## Събития
- Консули в Рим са Луций Елий Цезар и Публий Целий Балбин.

## Починали
- Телесфор – римски папа